# Fale średnie
Zasugerowano, aby ten artykuł podzielić na różne artykuły.
Fale średnie, fale hektometrowe, ŚR, Ś, MF (od ang. medium frequency) – zakres fal radiowych (pasmo radiowe) o częstotliwości: 300–3000 kHz i długości 100–1000 m.
Obecnie radiofonie europejskie nadają programy na falach średnich w zakresie 522–1611 kHz z odstępem między kanałami 9 kHz. W Ameryce Północnej zakres fal średnich to 515–1715 kHz, a odstęp międzykanałowy wynosi 10 kHz.
W Polsce, poza nielicznymi stacjami projektu „Twoje Radio AM”, których właścicielami są gminy, na falach średnich nie są obecnie nadawane szerzej słuchane programy. Polskie Radio zrezygnowało z emisji na falach średnich pod koniec lat 90. XX w. Dzięki właściwościom propagacyjnym fal średnich kilkaset stacji zagranicznych jest słyszalnych w Polsce w porze wieczornej i nocnej.
W zakresie średniofalowym działają radiolatarnie bezkierunkowe (NDB) wykorzystywanie w radionawigacji lotniczej. Na częstotliwościach pośrednich nadają stacje referencyjne DGPS (283,5–325 kHz). W tym zakresie nadawane są również komunikaty meteorologiczne systemu Navtex (490 i 518 kHz). Częstotliwości z przedziału 1810–2000 kHz (pasmo 160 m) oraz (w niektórych krajach) niewielki zakres częstotliwości w okolicach 500 kHz (pasmo 500 kHz) przyznane zostały krótkofalowcom.

## Propagacja fal średnich
Fale średnie rozchodzące się w jonosferze ulegają silnej absorpcji. W ciągu dnia tłumienie jest tak duże, że fala jonosferyczna praktycznie nie występuje i o zasięgu decyduje jedynie fala przyziemna. Po zmroku absorpcja fali jonosferycznej ulega zmniejszeniu i zasięg zwiększa się do kilkuset kilometrów.